# Matt Land
Matt Land (* 17. srpna 1972), skutečným jménem Matteo Setti, je hudebník pocházející z Itálie, který se zabývá nově vznikajícím hudebním stylem super eurobeat.

## Seznam skladeb od Matt Land
- A Chance To Love You
- Bad Dream
- Captain Fantastic
- Dancing In The Rain
- Don't Stop Me
- Fever The Night
- Fever The Night (Y. & Co. Remix)
- Fly To Me
- Heigh-Ho
- Here I Am
- In The Line Of Fire
- Invisible
- Killer Queen
- Kiss Me Before Midnight
- Mickey And Minnie On The Moonlight Night
- Night Clubbin'
- Night Flight To Tokyo
- Overload
- Pamela
- Rock My Heart
- Superfantastico
- Your Heart Will Lead You Home
- Everything Is Right
- Forever And Ever (featuring Lolita)
- The Road Is On Fire (featuring Kiko Loureiro)
- City Lover City Rider